# Lyme-kór
A Lyme-kór,  vagy szakmailag Lyme Borreliosis  a Borrelia nemzetségbe tartozó baktériumok által okozott megbetegedés, amelyet az e kórokozóval fertőzött kullancsok (Ixodes ricinus) terjesztenek. Nevét a Connecticut állambeli Lyme városáról kapta, ahol 1976-ban leírták (már a 20. század elejétől vannak leírások a tünetekről), a baktériumot pedig Willy Burgdorferről nevezték el, aki 1982-ben kullancsokból izolálta.
A betegség az emberek mellett az állatokat is veszélyezteti.

## A betegség okai
A Lyme-kórt kiváltó baktériumot szinte kizárólagosan az Ixodes ricinus kullancsfaj hordozza, aminek az emésztőrendszerében él. A kórokozó a kullancs vérszívása során jut be a kullancs által megtámadott szervezetbe. Ebből adódik, hogy sohasem maga a kullancs okozza a megbetegedéseket, hanem az általa hordozott különféle baktériumok, vírusok, egysejtűek.
A kullancsok elsősorban füves, gazos területen, árnyas erdőkben, vízparton a leggyakoribbak. A bokrok leveleinek a fonákján, vagy a fűszálakon várakoznak, onnan tapadnak bőrünkhöz vagy ruházatunkhoz, állataink szőrzetére. Heverészés esetén értelemszerűen nagyobb az esély kullancs beszerzésére, mint erdei séta, gyors haladás esetén. Ezután megfelelő helyet keresnek sokszor a fejen, fül mögött, a testhajlatokban, egyfajta ragasztószerrel rögzítik magukat, majd pár napos vérszívásba kezdenek, ez alatt sokszorosára duzzadnak, majd eleresztik áldozatukat és elrejtőznek.
Mivel a kullancs csípése alatt egyfajta érzéstelenítő szerrel fájdalommentessé teszi a csípést, sokan észre sem veszik, mire a betegség kialakul már a seb is begyógyult, így a tünetek oka sokszor nem egyértelmű. A Lyme-kóros betegek mintegy 30%-a nem vette észre a korábbi csípést.
A kullancs csípése és megkapaszkodása után azonnal még nem történhet fertőzés, erre minimum egy nap után kerülhet sor. 3 nap vérszívás után viszont már szinte bizonyos a kórokozó átadása. A kullancs szakszerűtlen eltávolítása, összenyomása viszont növeli az akár azonnali megfertőződés kockázatát. Betegség ebben az esetben sem feltétlenül jelentkezik, sokszor az immunrendszer leküzdi a fertőzést.
Hangsúlyozandó, hogy a tucatnyi kullancsfajtából csak egy hordozza a Lyme-kór okozóját, azok közül sem mindegyik példány fertőzött, egy napon belüli eltávolítás esetén a fertőződés esélye minimális, ezért kullancs találása esetén sem kell törvényszerűen kialakuló betegségre gondolni.

## Tünetek

### Lyme-folt

Jellegzetes kiütés a csípés helyén

A betegség kezdeti szakaszának egyik legtipikusabb, de nem minden esetben megjelenő tünete a Lyme-kiütés, más néven Lyme-folt. A kullancs csípésének helye az esetek többségében néhány napra kis területen bepirosodik, de ez önmagában még nem jelenti a Lyme-betegség tünetét. Ha néhány nappal a csípés után, annak a középpontja körül egy napról napra növekedő Lyme-folt (erythema migrans, terjedő bőrpír) jelenik meg, mely többnyire, de nem feltétlenül gyűrű, vagy kokárdaszerű alakot ölt, az már a legfontosabb kezdőtünet. A folt mérete idővel akár a 15-20  cm-t is elérheti, viszketés csak ritkán társul hozzá. Amennyiben ismert csípés körül alakul ki, napokig fennáll és folyamatosan növekedik, 5  cm átmérőnél minden további vizsgálat nélkül kimondható a Lyme-betegség és meg kell kezdeni a gyógyszeres kezelést.
Sok esetben nem ismert csípés helyén alakul ki a folt. Ebben az esetben gyakorta csak egy gyorsan növekedő vörösödést lehet észlelni, mely napok után gyűrűsödést mutathat. Akkor mondható ki nagy valószínűséggel a diagnózis, ha a folt napokon keresztül növekszik és mérete eléri a 8  cm-t.

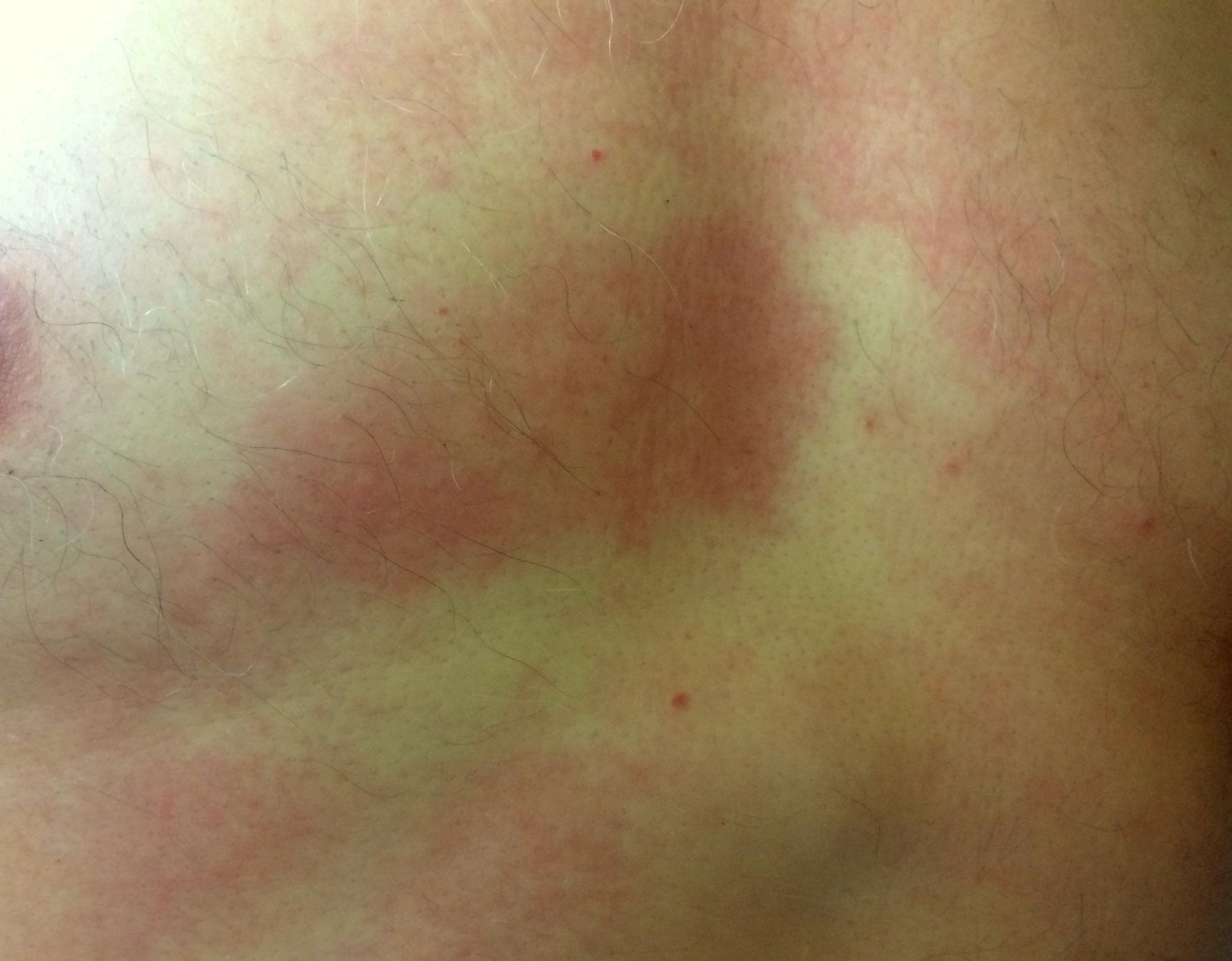
Csípés nélküli 7 cm-es szabálytalan Lyme-folt a mellkason halvány udvarral, majd újabb elmosódó bőrpírral, két nappal a kezdete után. A következő egy hét alatt kissé halványabb lett, de a duplájára nőtt.

Amennyiben a folt nem növekszik, néhány napon belül elmúlik, viszket, abban az esetben valószínűleg nem Lyme-kór okozza. 
A Lyme-foltok egy idő, többnyire pár hét után elhalványulnak, majd eltűnnek, de ez semmiképpen nem jelenti a betegség gyógyulását.
A tipikus folt által a betegség felismerése könnyű, így az időbeni gyógyszeres kezelés elkezdhető, folt nélkül, vagy félreértelmezett és tévesen kezelt folt esetén, ezáltal érdemleges kezelés hiányában a betegség könnyen krónikussá válhat.  

#### Többszörös kiütések
A betegség felismerését megnehezíti a ritkábban jelentkező multiplex erythema migrans, a csípés helyéhez nem köthető, testszerte kialakuló folt. Ebben az esetben nem ismert kullancscsípés után a legkülönfélébb testtájakon jelennek kezdetben kb. cseresznyényi vörös foltok, mely arra utal, hogy a betegség kezd elterjedni a szervezetben. A tünetet gyakorta allergiának, ekcémának minősítik és annak megfelelően tévesen kezelik. Gyakori kezdet a boka és lábfej környéki elmosódott vörösödés, melyet csaláncsípésnek, vagy borostyán általi bőrgyulladásnak is lehet vélni. A térdhajlat környékén csík alakú folt is megjelenhet. A foltok gyorsan növekednek, legalább egy részük gyűrűszerűvé válhat. A foltok ebben az esetben nem feltétlenül kerekek, akár szabálytalan alakúak is lehetnek. Ha legalább egy folt mérete napok alatt eléri a 7-8  cm-t, valószínű a Lyme-kór. 
Tovább nehezíti a betegség felismerését a Lyme-folthoz hasonló, ritka erythema annulare centrifugum, mely testszerte megjelenő, szintén gyűrűszerűen növekedő kiütés. Sokrétű oka lehet, többek között különféle fertőzések, gyógyszerallergiák, autoimmun betegség, gócos fogak, vagy rosszindulatú folyamatok. Jellemző, de nem minden esetben jelentkező elkülönítő tünete a vörös perem belső oldalán látható keskeny pikkelyes sáv. 

### További tünetek
Magas láz szinte sohasem jelentkezik, a vérkép nem mutat számottevő eltérést. Jellemző tünet lehet az enyhe hőemelkedés, feltűnő fáradékonyság, rossz közérzet, étvágycsökkenés, izomgörcsök, égető érzés az ízületeknél, főként a térdízületnél. 
A kezeletlen betegség krónikussá válhat, szövődményként már pár hét után szívritmuszavart okozó szívizomgyulladás, agyhártyagyulladás, arcidegbénulás következhet be, hosszabb idő után ideg- és ízületi (többnyire térdízületi) gyulladás lehet a következménye. Vannak, akiknél a betegség annyira enyhe és jellegtelen tüneteket okoz, hogy nem is fordulnak orvoshoz, viszont náluk is előfordulhat a krónikussá válás. Ebben az esetben a betegség felismerése igen nehéz, mert a sokrétű egészségromlást számos gyakoribb betegség is előidézheti.
A gyermekek fülcimpáján cseresznye méretű lilásvörös csomó (nyiroksejtes bőrcsomó) jelenhet meg, ami fájdalommal nem jár, de kezelés nélkül csak hónapok múlva tűnik el. Idősebb nőknél végtagi bőrsorvadás jelentkezhet: a végtagok feszítő oldalán lilássá, tésztás tapintásúvá válik a bőr, majd foltokban elvékonyodik. Kezelés nélkül évekig-évtizedekig is rosszabbodhat a beteg állapota. Az esetek 5%-ában bénulást okozhat.
Kutyák Lyme kórja hullámzó lázzal, sántítással, általános állapotromlással jár, de a betegség a szívet is megtámadhatja. Macskáknál a betegség ritkán előfordulhat, de kevéssé fogékonyak rá.
Gyanús tünetek jelentkezése esetén fontos a betegség mielőbbi felismerése és kezelése, ennek hiányában súlyos állapotromlás, életre szóló krónikus betegség jöhet létre.

## Megelőzés
A Lyme-kór és a többi kullancs által okozott betegség megelőzésének legfőbb módja a kullancsok elleni védekezés. Míg régebben a kullancsok viszonylag ritkábbak voltak, a klímaváltozás óta egyre nagyobb a számuk. Legfőbb szezonjuk a tavasz és az ősz, de hűvös nyarakon, enyhe teleken is gyakoriak. Kemény hidegben, kánikulai melegben inkább a föld alá húzódnak. Ilyenkor kisebb az esély a csípésre, de nem teljesen kizárható, akár egy, a lakásban elrejtőzött kullancs is csíphet.
Érdemes a nadrágszárat betűrni a zokni alá, az inget vagy trikót pedig a nadrágba. A rovarriasztó szerek csak egy kirándulás időtartamára, néhány órára nyújtanak védelmet. A bőrbe fúródott, főleg az éretlen (nimfa-állapotban lévő) kullancs apró mérete és fájdalommentes csípése miatt nehezen észrevehető, ezért a kirándulás után minden testrészre kiterjedően vizsgálatot kell tartani. Egy napon belüli eltávolítása esetén a fertőződés esélye még minimális, 72 óra elteltével szinte bizonyos.
Mivel nem minden kullancs fertőzött, nem kell feltétlenül  betegséggel számolni, de fokozottabban kell az esetleg  kialakuló tünetekre figyelni. Ugyanez megfordítva is igaz, sok esetben a betegséget okozó kullancsot nem lehet megtalálni, mert már elhagyta a bőrt. Csípés esetén figyelni kell az esetleg kialakuló tüneteket. Hirtelen belázasodás, tarkómerevség esetén azonnal, a Lyme-kórra jellemző kiütés jelentkezése esetén mielőbb forduljunk orvoshoz akkor is, ha kullancsot nem találtunk.
A szintén veszélyeztetett kutyák kullancsok elleni védelmére különféle samponok, csöpögtethető oldatok, kullancsellenes nyakörvek szerezhetők be, de száz százalékos védelmet nem nyújtanak. A szőrzet rendszeres átvizsgálása, a talált kullancs gyors eltávolítása szükséges, sántikálás jelentkezése esetén mielőbb, magas láz, megsötétedő vizelet esetén babéziózis veszélye miatt azonnal  állatorvoshoz kell fordulni.

### A kullancs eltávolítása
A megtalált és befúródott kullancsot a lehető leggyorsabban el kell távolítani. A művelet egyszerűsége miatt ehhez nincs szükség orvosi segítségre. Az eltávolításhoz speciális csipesz és kanál is beszerezhető, de szemöldökcsipesz is megfelelő. Nagy méretű, megszívott kullancs kézzel is kiszedhető.
A kullancs eltávolításakor a régebben szokásos módszerek, úgymint bekrémezés, benzinnel, olajjal leöntés nem javasoltak, ezek csak késleltetik az eltávolítást és arra késztetik a kullancsot, hogy visszaöklendezze az esetleg fertőzött gyomortartalmát a testbe.
A kullancsot a bőrhöz minél közelebb, határozott, de óvatos,  folyamatos húzással lehet eltávolítani. Ha enyhén csavarjuk az óramutató járásával ellentétes irányban, könnyebben kijön, de a potrohát nem szabad összenyomni közben, mivel ezzel az esetleg fertőzött gyomorváladékot a bőrbe öklendezi és ezáltal azonnali fertőzést okozhat. Ha a kullancs feje beszakad, nem okoz problémát, mivel a gyomor tartalmazza a kórokozókat. A beszakadt fej egy idő után kilökődik. 
A sebet jóddal, vagy Betadine oldattal le kell fertőtleníteni, majd alaposan kezet kell mosni. Az eltávolító szerszámot is fertőtleníteni kell, fémtárgy esetén akár lángon való áthúzással. Amíg a kullancs a bőrbe van kapaszkodva teljesen fájdalmatlan, de eltávolítása után napokig tartó fájdalom, nedvedzés, a seb begyulladása léphet fel.
Az eltávolított kullancsot érdemes alaposan megvizsgálni. Lyme-kórt kiváltó Ixodes ricinus faj a fej mögötti apró rész fekete és vörös színéről viszonylag könnyen beazonosítható, ehhez egy erős nagyító szükséges. Erősen megszívódott kullancs felismerése nehezebb. Amennyiben más minta látható a fej mögött, pl. szürkés márványmintázat, akkor más faj okozta a csípést, a Lyme-kór esélye szinte bizonyosan kizárható.

## Tesztek és vizsgálatok
Kullancscsípés helyén kialakuló, napok alatt gyorsan növekedő, céltábla, vagy kokárda alakú kiütés esetén teszt nem szükséges, a kezelést meg kell kezdeni.
A kór vérből való kimutatására többféle gyógyszertári gyorsteszt is létezik, melyek 10 perc alatt egy vércseppből az IgM és IgG immunglobulinok jelenlétét, de nem a pontos értékét mutatják ki. Gyanú esetén első szűrésre használhatók, de megbízhatóságuk nem száz százalékos. Mivel a betegség kezdeti szakaszában a vérben még nincs ellenanyag, a teszt a fertőződés ellenére mindenképpen negatív lesz.
Az IgM ellenanyagok a betegség kezdeti szakaszában, pár héttel a fertőződés után jelennek meg, majd lassan eltűnnek.
Az IgG ellenanyagok régebbi, több hónappal, vagy több évvel korábbi fertőződésre utalnak, a vérben tartósan megmaradnak. Jelenlétüket egyaránt okozhatja aktív krónikus, vagy rég gyógyult megbetegedés, ennek tisztázására további vizsgálatok szükségesek.
Laborban komolyabb vizsgálatokat is végeznek, első vizsgálat többnyire az ELISA teszt, ennek pozitivitása esetén végzik el a Western Blot tesztet. Utóbbi alkalmas lehet egy régi, inaktív és egy aktív fertőződés elkülönítésére, de a kapott eredmény nem számszerűsíthető, csak a klinikai tünetekkel és az előzményekkel együtt lehet megfelelően értelmezni.

### Diagnosztikai nehézségek
A fertőződés mielőbbi felismerése rendkívül fontos, mivel már pár hét kezeletlen betegség esetén is kialakulhat többek között arcidegbénulás, vagy szívizomgyulladás.
A friss fertőzés egyetlen teljesen egyértelmű tünete az ismert kullancscsípés körül kialakuló, gyorsan növekedő, gyűrűszerű kiütés, minden más esetben közvetett módon lehet diagnózishoz jutni. A csípések egy részénél viszont a megfertőződés ellenére sem alakul ki kiütés, vagy magát a csípést sem vették észre, így a Lyme-kór az egyéb tünetek megjelenése esetén sem kerül első körben gyanúba. 
A test más tájain megjelenő, esetenként többszörös, Lyme-kiütésekhez hasonló foltokat többféle betegség is okozhat, ezek elkülönítése további vizsgálatokat igényel. A laboreredmény a kezdeti szakaszban még negatív, az IgM ellenanyag is csak pár hét után jelenik meg. Az első körben végzett ELISA-teszt csak szűrésként alkalmazható, a második körben végezhető Western Blot eredménye nem számszerűsíthető. Nem tipikus foltok és/vagy ellentmondásos laboreredmények (pl. pár hetes fertőződésnél IgG pozitív és IgM negatív, mindkettő pozitív, vagy mindkettő negatív) tovább nehezítik a diagnózist.
A sok éve kezezetlenül fennálló, szövődményes esetek diagnosztikája is kihívásokkal jár.

## Kezelés
A Lyme-kór ellen védőoltás nincs, az egyetlen lehetőség a megelőzésre a kullancsok elleni védekezés és a kullancs mielőbbi, de elővigyázatos  eltávolítása. 
A típusos Lyme-foltok megjelenése, vagy azok hiányában vizsgálatokkal igazolt kezdődő, még nem szövődményes megbetegedés esetén a magyar protokoll szerint az elsőnek választandó szer a húsz napon keresztül adott napi háromszori 1000 mg. klavulánsav nélküli Amoxicillin. Jól tolerálható, a nyolcadik napon kis százalékban allergiás kiütéseket okozhat. 90 kilogramm testsúly felett a többletsúly függvényében emelik az adagot. Klavulánsavval kevert Amoxicillin Lyme-kór kezelésére nem alkalmas. 
Amoxicillin ellenjavallat esetén a második, hosszabb ideje fennálló betegség, izom és ízületi fájdalmak esetén viszont az első választandó szer a Doxycyclin. Az adagolás hosszára vonatkozó egységes álláspont nincs, 2 és 4 hét között váltakozik. Fényérzékenyítő hatása miatt nyáron bőrproblémákat okozhat. Ezekkel szembeni intolerancia estén választható a ceftriaxon, a cefuroxim, vagy az ebben az esetben kevésbé hatásos azithromycin. Az új protokoll szerint többféle antibiotikum egyidejű adása nem javasolt.  Az antibiotikus kezelés befejezéséig probiotikumok szedése értelmetlen.
A többek között a Lyme-kórt is okozó spirochaeta baktériumok antibiotikus kezelése során a betegek kis részénél egy átmeneti rosszabbodás következhet be (Jarisch-Herxheimer reakció), melyet a baktériumok hirtelen és nagy mennyiségű pusztulása vált ki. Tünetei a láz, hidegrázás, rossz közérzet, izomfájdalmak, fejfájás, a Lyme-foltok átmeneti felerősödése, gyors szívverés. Amoxicillin kezelés esetén a harmadik-negyedik, Doxycyclin esetén a hetedik nap körül várható. Lyme kórnál többnyire nem okoz súlyos tüneteket, általában néhány napig, olykor a kezelés befejeztéig tart, láz-és fájdalmcsillapító adható tüneti kezelésként. Magasra felszökő láz, igen magas pulzus, felgyorsult légzés, vérnyomásesés esetén sokkveszély miatt sürgősségi ellátást igényelhet. 
A Lyme-foltok szteroidos krémmel való kezelése a vörösödés és a gyulladás csökkentésével elfedi a tüneteket és a betegség terjedését segíti elő, alkalmazása ront az állapoton. Csalánkiütés és allergia elleni antihisztamin gyógyszereknek Lyme-kór esetén gyógyító hatásuk nincs, viszont elfedik a kiütéses tüneteket, nehezebbé téve a diagnózist.  
Súlyos, vagy szövődményes esetek kezelésére biztos protokoll nincs, azt a beteg állapotához és a kezelés eredményességéhez igazítják. A kialakult szövődményeket (szívproblémák, ízületi gyulladás, arcidegbénulás stb.) szükség esetén kezelni kell. Régóta fennálló, szövődményeket okozott krónikus betegségnél a teljes gyógyulás esélye már alacsony, de javulást el lehet érni. A kutyákat az emberhez hasonló módon, antibiotikummal  kezelik.

## Egyéb, kullancsok által terjesztett betegségek és kezelésük
- A kullancsok által terjesztett talán legsúlyosabb megbetegedés az agyvelőgyulladás. Megelőzésére védőoltás-sorozat lehetséges. Ha a betegség tünetei megjelennek, kórházi kezelés szükséges.
- A kutyák babéziózisa hirtelen és súlyos lázzal, elesett állapottal, később egészen a barnáig megsötétedő vizelettel jár, kezelés nélkül néhány napon belül halálos. Az első megjelenő tünetkor, késlekedés nélkül elkezdett kezelés mellett jó eséllyel gyógyítható.
- Krími-kongói vérzéses láz. A betegség terjesztői a Magyarországon is terjedőben lévő, a megszokottnál nagyobb méretű és agresszívabban támadó Hyalomma-kullancsok.

## Lyme-kór kutyáknál és macskáknál
A kór a kutyákat az emberhez hasonló módon veszélyezteti. Kutyáknál az emberrel ellentétben Lyme-folt szinte sosem jelentkezik. A terjedő betegség jele a hullámzó, olykor magas láz, étvágytalanság, kedvetlenség, az egyik végtagról a másikra vándorló sántítás, ízületi duzzanat. A kezeletlen betegség általános leromlást okoz, a szívet és vesét is veszélyezteti.
Megelőzése különféle kullancsellenes szerek, elsősorban a körülbelül egy hónapig ható csöpögtethető spotok alkalmazása, a kutya rendszeres átvizsgálása, a talált kullancs mielőbbi, de szétnyomás nélküli kiszedése. A kialakult betegséget több héten keresztül adott antibiotikummal kezelik. Kutyák számára az emberrel ellentétben Lyme elleni védőoltás is létezik. 
Hirtelen magas láz, pár óra alatti lábról való leesés esetén gondolni kell a kullancs által terjesztett, kezelés nélkül pár nap alatt az állat elpusztulásával fenyegető babéziózisra. Gyanú esetén lehetőleg azonnali állatorvosi segítségre van szükség. 
Macskák a Lyme-kórra kevésbé fogékonyak, náluk a megbetegedés viszonylag ritka. A jól látható tünetek csak hetekkel-hónapokkal a fertőződés után jelentkeznek sántítás, fogyás, letargia tapasztalható. A Lyme és egyéb kullancs által okozott megbetegedés elkerülésére a kerti macskáknál is célszerű kullancsellenes spotok alkalmazása.  
Hangsúlyozandó, bármiféle kullancsellenes szer csak csökkenti, de teljesen nem zárja ki a megfertőződést. Macskákat csak a számukra készített szerekkel szabad kezelni, a kutyákéval szigorúan tilos.
Kutyák és macskák háztartási rovarirtókkal való kezelése életveszélyes következményekkel járhat.

## A kórokozó

### Taxonjai
Az eredetileg leírt változat a Borrelia burgdorferi sensu stricto (tehát a „szűk értelemben vett”) borrelia, a teljes Lyme-kórt okozó baktériumcsoport a B. burgdorferi sensu lato („széles értelemben vett” borrelia) nevet kapta. A B. afzelii leginkább a bőrgyógyászati kórképek, a B. garinii a neurológiai tünetek okozója. A B. spielmanii nemrég leírt faj (Andrew Spielmanról, aki elsőként írta le a Borrelia burgdorferi sensu lato teljes életciklusát). Európában mind a négy faj megtalálható, Amerikában csak a B. burgdorferi sensu stricto, Ázsiában csak a B. afzelii és a B. garinii található. Lyme-foltos betegekből többnyire B. afzelii, ritkán B. garinii tenyészthető ki, a B. burgdorferi s. s. gyakorisága mindössze 1% körüli.

### Életciklusa
A kullancs gyomrában szaporodó borreliák a legalább 24 órája tartó vérszívás során, vagy a kullancs eltávolításakor kerülnek a szervezetbe. A vérárammal és a szövetek közt vándorolva terjednek el. Egyedi, a legtöbb baktériumtól eltérően  kromoszómájuk nem gyűrűs, hanem egyenes szálú. A genomjuk emellett 21 plazmidot, azaz a kromoszómán kívül eső független DNS- vagy RNS-darabkát is tartalmaz, többet, mint bármely ismert baktériumfaj. A kórokozó képes egyes állatokban azok megbetegítése nélkül túlélni. Ilyen rezervoárállatok számára a rágcsálók (egér, pocok), egyes madarak (fekete rigó, fácán, sirályfélék) és maguk a kullancsok is.